# Église Saint-Julien-de-Brioude de Saléchan
L'église Saint-Julien-de-Brioude de Saléchan  est une église catholique située à Saléchan, dans le département français des Hautes-Pyrénées en France.

## Présentation
L'église a été construite en 1788 (mais détruite lors de la Révolution quelques années plus tard), elle a été reconstruite de 1894 à 1899.

### Mobilier
Une statue dite de saint Bertrand (la Tiare pontificale fait plutôt penser à un pape, saint Pierre ou saint Grégoire) en bois sculpté et doré datant du XVe siècle est inscrit à l'inventaire des monuments historiques depuis 1981.

## Description

### Intérieur
Une inscription placée à l'entrée de l'église indique que les peintures intérieur ont été réalisés par Z. Savés en 1904.

#### Lenarthex
Sur le vitrail placé au-dessus du portail d'entrée est représenté l'Esprit-Saint (symbolisé par une colombe), autour est écrit la phrase : " Il y avait un homme envoyé par Dieu dont le nom était Jean ".

##### Baptistère
Le baptistère est décoré de trois bannières doré et une pourpre.
Sur les bannières dorée sont représentés (de gauche à droite) : l'Agneau de Dieu, le triangle de la Trinité et le pélican nourrissant ses petits (le pélican est un des symboles représentant Jésus Christ, car il nourrit les hommes de son corps et de son sang).

##### Latribune
Sur la tribune sont placées les statues de sainte Anne avec sa fille Marie, une Mater dolorosa et Notre-Dame de Lourdes.
Sur les bannières brodées est représentée l'Assomption de Marie.

##### Chapelle Saint-Joseph
L'autel et le tabernacle sont en marbre blanc.
L'autel est orné de lys, avec au centre les initiales de saint Joseph " S J ".
Le tabernacle est orné avec des serments de vigne dorée.

##### Chapelle de laVierge Marie
L'autel et le tabernacle sont en marbre blanc.
L'autel est orné de rosier, avec au centre le monogramme marial composé des lettres A et M entrelacées, initiales de l’Ave Maria.
Le tabernacle est orné des serments de vigne dorée.

##### Les maîtres-autels
L'ancien
L'ancien maître-autel est en marbre blanc avec six colonnettes en marbre rouge.
Il était utilisé avant le Concile Vatican II, lorsque le prêtre célébrait la messe dos aux fidèles.
Sur la façade sont représentés en semi-relief (de gauche à droite) : sainte Marie Madeleine, sainte Thérèse de Lisieux, le Bon pasteur, et deux vertus théologale : la charité (cœur enflammé) et l'espérance (ancre).
Le nouveau
Le nouveau est en bois.
Il a été mis en place après le Concile Vatican II, ainsi le prêtre célèbre la messe face aux fidèles.

##### Le tabernacle
Le tabernacle à créneaux est en marbre blanc, quatre colonnettes en marbre rouge sont placés à gauche et à droite du réceptacle.
Sur les ailes sont représentés en semi-relief des apôtres et les quatre Évangélistes :
- Aile gauche (de gauche à droite) : saint Marc, saint Jean, saint Pierre ;
- Aile droite (de droite à gauche) : saint Matthieu, saint Luc, saint Paul.

Au centre, le réceptacle avec de chaque côté deux colonnettes en marbre rose, sur la porte du réceptacle sont représentés un calice avec au-dessus une hostie rayonnante. Sur le tympan du réceptacle est représenté l'Agneau de Dieu.

##### L'abside: les statues et les vitraux
Les vitraux de l'abside sont modernes (XXe siècle).

## Galerie

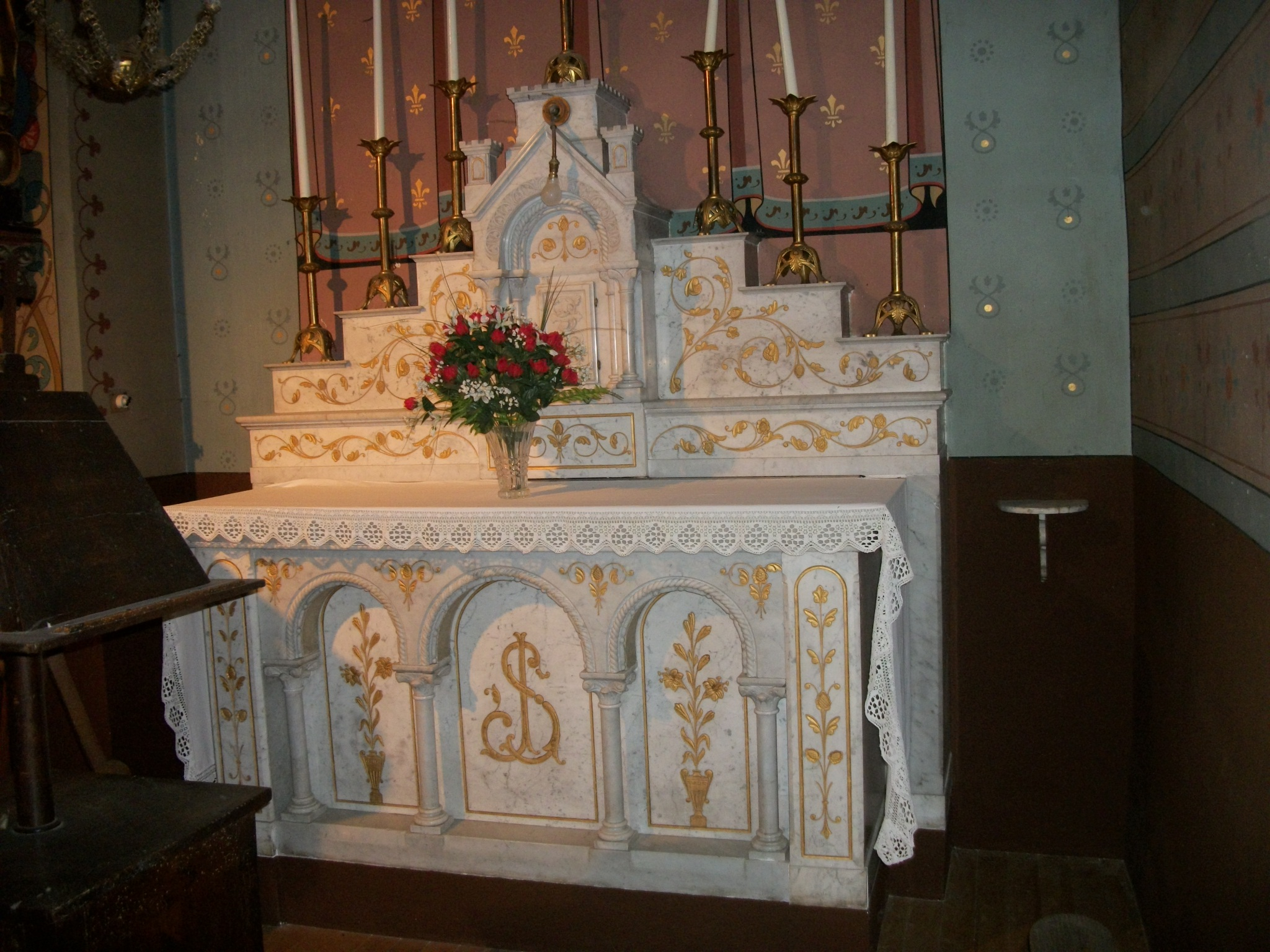
L'autel et le tabernacle en marbre blanc
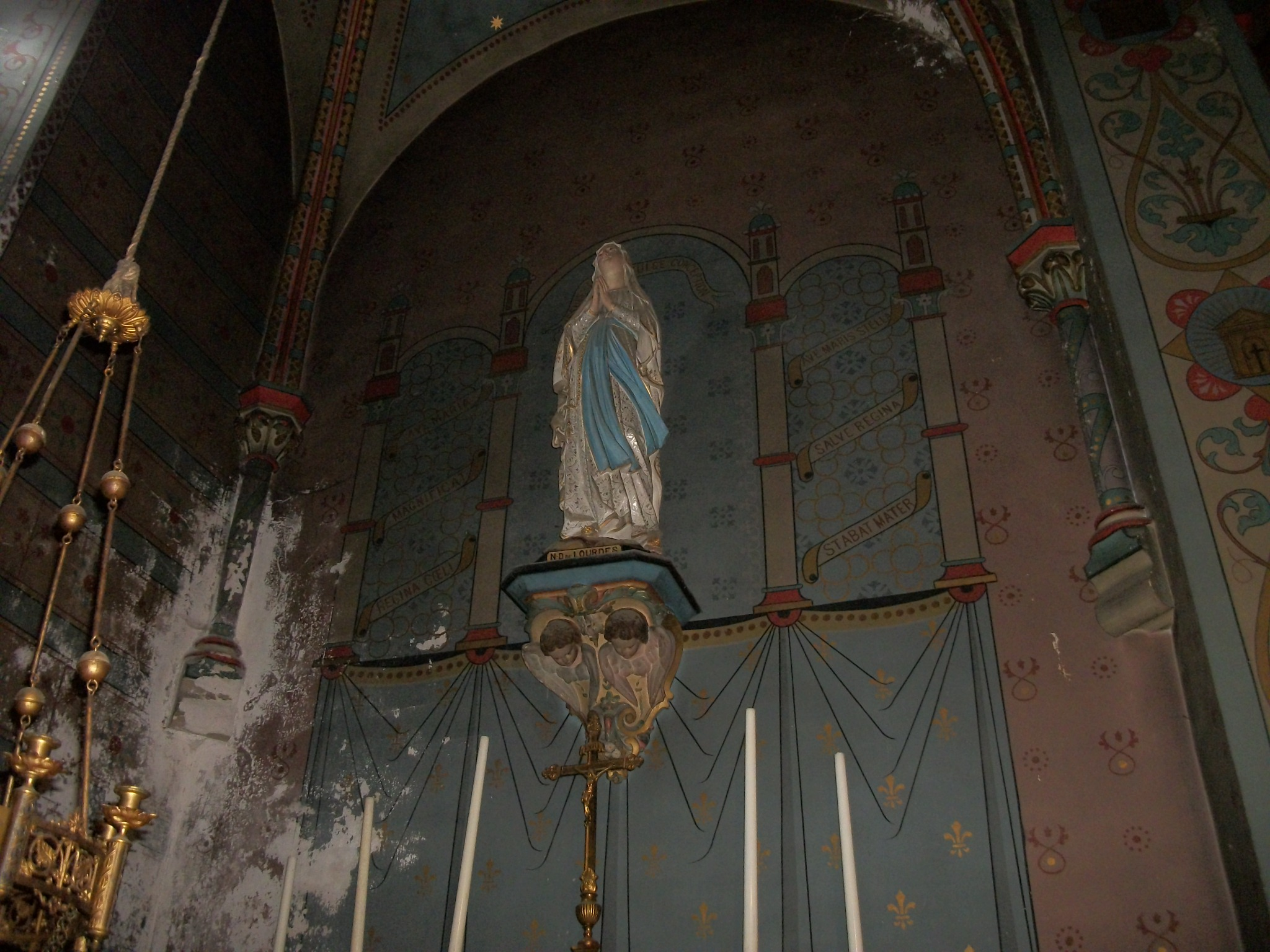
Notre-Dame de Lourdes
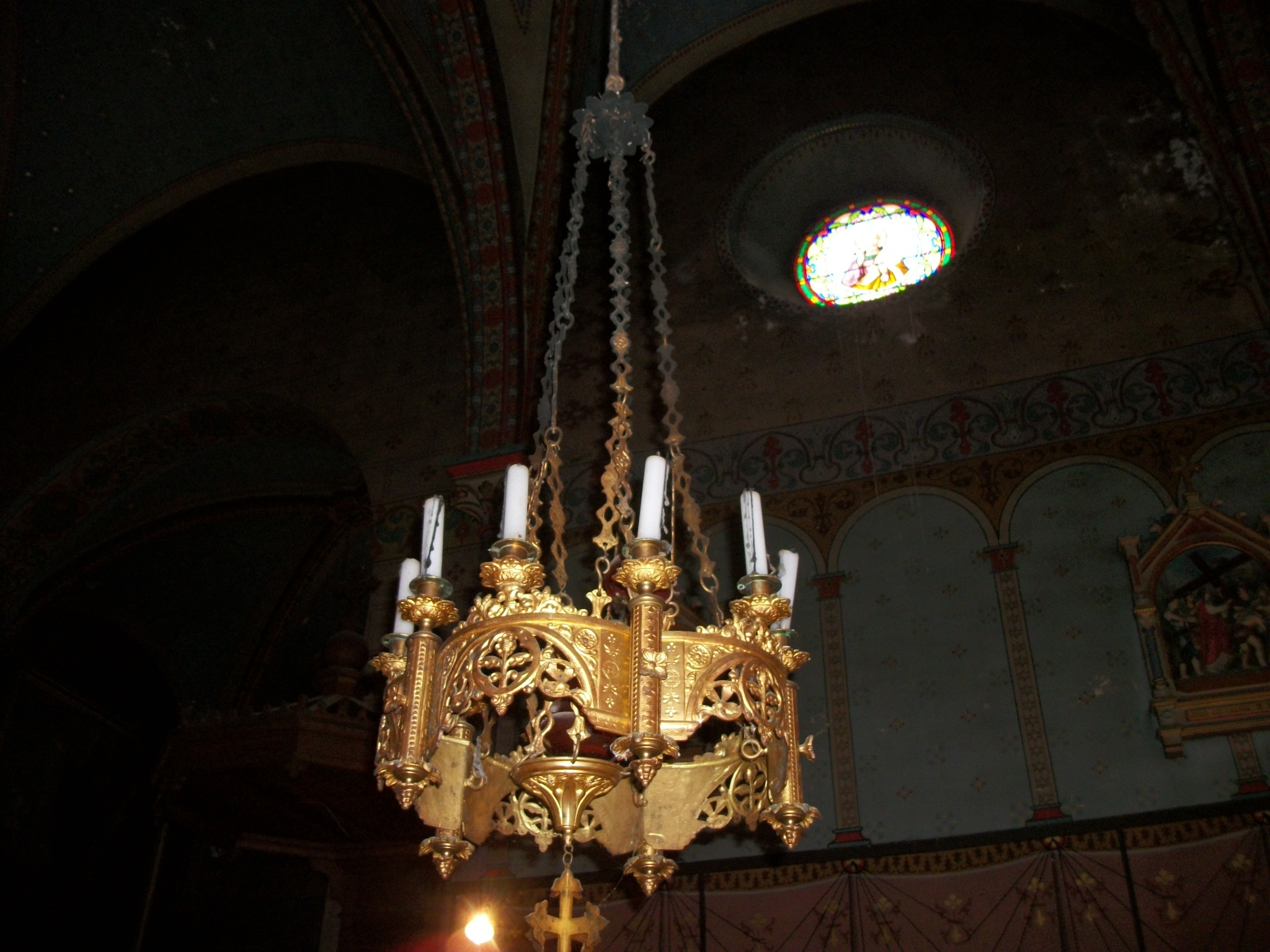
Un lustre à bougies
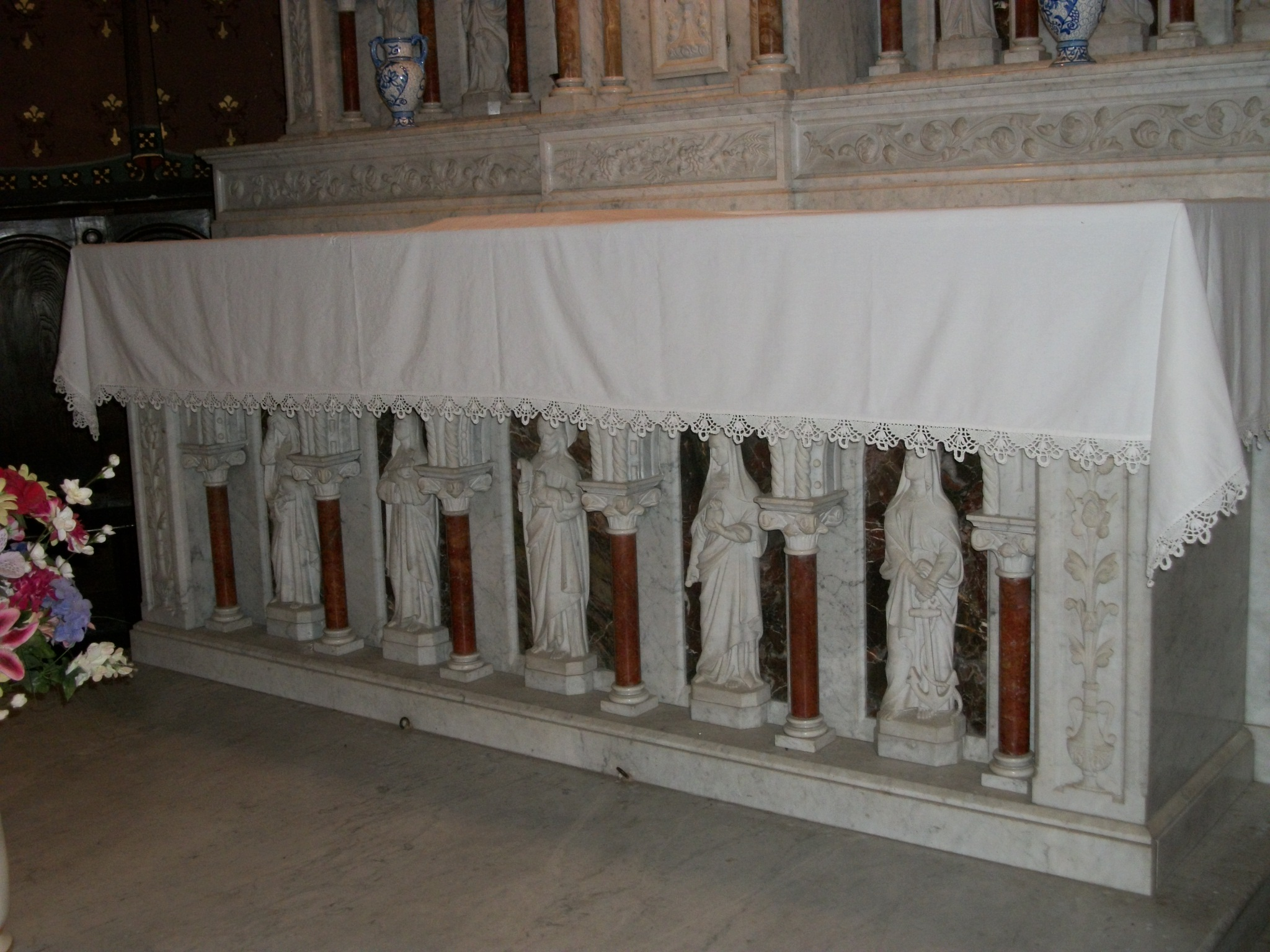
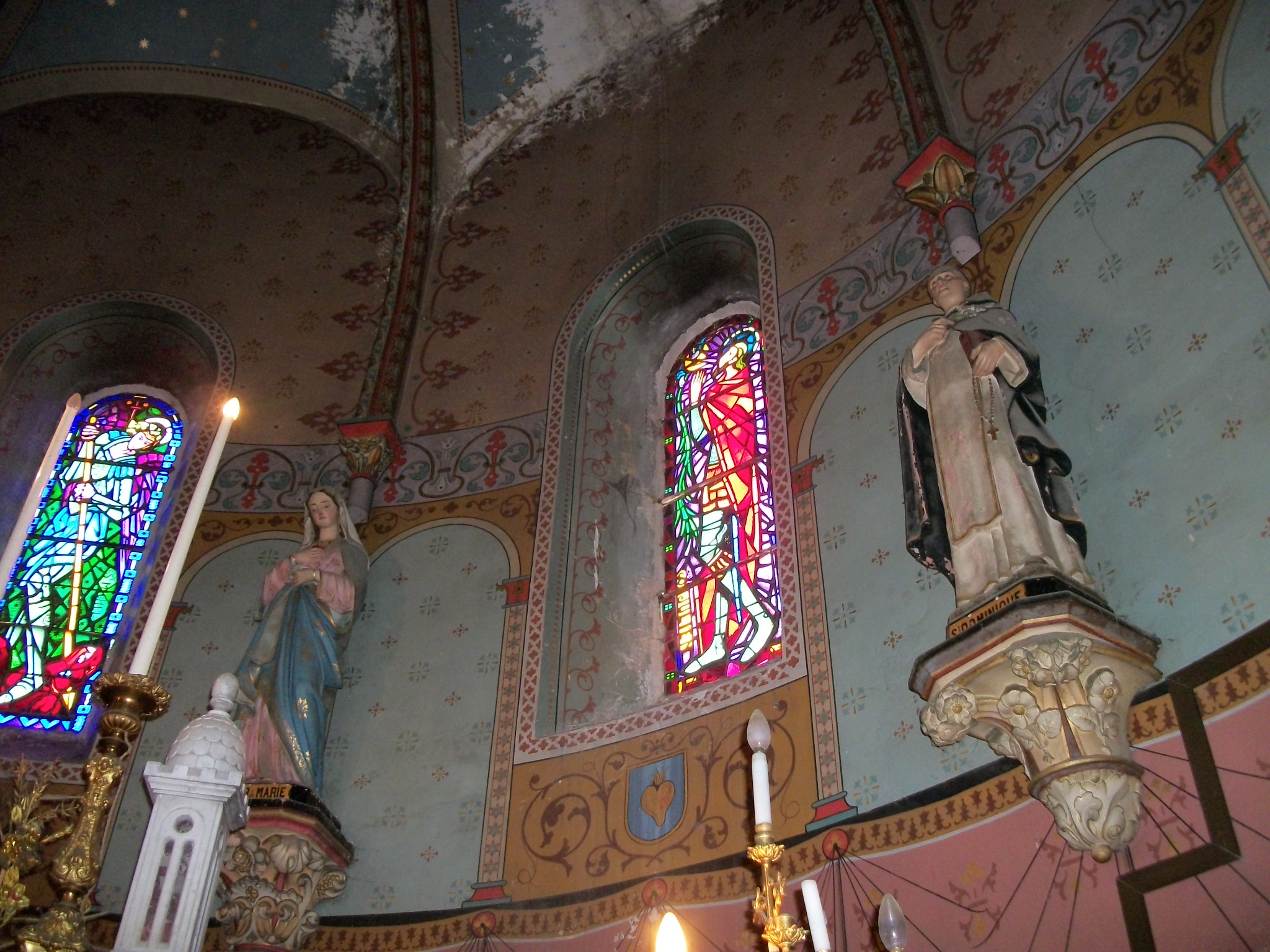
Le vitrail : saint Julien de Brioude, la statue : saint Dominique

## Extraits audio d'une messe
Extraits de la messe de l'ensemble paroissial de la Barousse à l'Église Saint-Julien-de-Brioude de Saléchan le 30 août 2020.